# Palestinas ambassad i Stockholm
Palestinas ambassad i Stockholm är Palestinas beskickning i Sverige. Ambassaden ligger på Rådmansgatan 48 i Stockholm och nuvarande ambassadör är Rula Al Mhaissen. 
2011 uppgraderades den dåvarande palestinska generaldelegationen till en representation. 2012 beslutade Sveriges regeringen om att uppgradera representationen till likvärdig en ambassad. 2014 erkändes Staten Palestina av Sverige och 10 februari 2015 invigdes ambassaden officiellt av Palestinas president Mahmoud Abbas.

## Beskickningschefer
| Namn              | Period    | Funktion                                         |
| ----------------- | --------- | ------------------------------------------------ |
| Salah Abdel-Shafi | 2006–2010 | Chef för palestinska myndighetens representation |
| Hala Husni Fariz  | 2011–2014 | Chef för palestinska myndighetens representation |
| Hala Husni Fariz  | 2015–2022 | Ambassadör                                       |
| Rula Almhaissen   | 2022–     | Ambassadör                                       |